# Black Mountain Side
Black Mountain Side is een instrumentaal nummer van de Engelse rockband Led Zeppelin. Het is het zesde nummer van hun debuutalbum Led Zeppelin uit 1969.

## Achtergrond
Black Mountain Side is geïnspireerd op een oud Iers folklied genaamd"Down by Blackwaterside". Het arrangement dat Jimmy Page voor het nummer schreef is bijna gelijk aan dat van de versie die de Schotse folkmuzikant Bert Jansch opnam voor zijn album "Jack Orion" uit 1966. Jansch bracht het uit onder de titel "Black Waterside". Zanger Al Stewart, die vaak optredens van Jansch bezocht, leerde Page het nummer te spelen. Page was toen nog actief als studiomuzikant en had meegewerkt aan Stewart’s debuutsingle The elf (1966) en zijn debuutalbum Bedsitter images (1967).

## Opname
Voor de opname van het nummer leende Page een Gibson J-200 gitaar van zijn vriend Big Jim Sullivan, die hij nog kende uit zijn tijd als studiomuzikant. Het instrument werd zodanig gestemd dat het klonk als een sitar. Om het Indiase karakter van de muziek extra te benadrukken bespeelde de Keniaanse drummer en sitarspeler Viram Jasani de tabla.
Het oriëntaalse karakter van het nummer leidde de Amerikaanse schrijver William S. Burroughs II ertoe om Page een advies te geven over Led Zeppelin’s muziek.
Page:

In het begin van de jaren ‘70 had ik een gezamenlijk interview met William S. Burroughs voor het Amerikaanse muziektijdschrift "Crawdaddy". De discussie ging over de zogenaamde hypnotische kracht van rockmuziek en hoe deze parallel liep aan de muziek van Arabische culturen. Deze parallel was Burroughs opgevallen nadat hij "Black Mountain Side", van ons eerste album, gehoord had. Hij moedigde mij toen aan om naar Marokko te gaan en de muziek ter plaatse te onderzoeken. Later hebben Robert Plant en ik dat ook gedaan.

## Vergelijking met “Black Waterside” van Bert Jansch
De versie van Led Zeppelin komt (muzikaal) overeen met de versie van Bert Jansch uit 1966. Het enige verschil is de toonaard van het nummer. Ondanks dit kleine verschil nam Jansch’s platenmaatschappij contact op met twee prominente musicologen en met auteursrecht advocaat John Mummery om te onderzoeken of er sprake kon zijn van “diefstal”. Uiteindelijk werd er geen juridische actie ondernomen tegen Led Zeppelin omdat niet bewezen kon worden dat Jansch het auteurstecht op het lied had. Het betrof hier namelijk een oud lied waar de componist niet van bekend was. Desondanks zei Jansch over de zaak: “Hij heeft me toch maar mooi opgelicht, of niet dan? Of laten we maar zeggen dat hij van mij iets heeft geleerd”.

## Live-uitvoeringen
Tijdens live optredens werd het nummer in combinatie met, het door Page in 1967 geschreven nummer, "White Summer" gespeeld. "White Summer-Black Mountain Side" duurde 11 minuten. Page speelde de twee nummers altijd zittend en hij gebruikte een Danelectro DC "Double Cutaway" gitaar die anders gestemd was dan zijn favoriete Gibson Les Paul.
Omdat Page de nummers solo uitvoerde kwamen zijn kwaliteiten als gitarist duidelijk naar voren. Drummer John Bonham was het enige andere bandlid dat op de achtergrond meespeelde. De combinatie van "White Summer-Black Mountain Side" werd voor het eerst live gespeeld tijdens het allereerste live concert van de band in concertzaal Fillmore West in San Francisco op 10 januari 1969.
Het nummer was een vaste waarde tijdens Led Zeppelin concerten tot aan hun vijfde V.S. tournee in 1970. Jaren later werd het nummer terug toegevoegd aan de setlist voor de V.S. tour van 1977, de optredens in 1979 en voor de Europese tour van 1980. "Black Mountain Side" werd tijdens deze laatste tour ook gespeeld als intro voor het nummer "Kashmir".
Op de Led Zeppelin DVD (2003) is een versie te zien die is opgenomen tijdens een optreden in de Royal Albert Hall in Londen op 9 januari 1970. Een vergelijkbare versie is te horen op het album Coda (1993 CD uitgave). Deze versie is opgenomen in het "Playhouse Theater" in Londen op 27 juni 1969.
Jimmy Page speelde ook live versies van het nummer toen hij lid was van The Firm, een band die hij samen met Paul Rodgers had opgericht.

## Cover-versies
Black Mountain Side is door diverse artiesten gecoverd. De bekendste zijn:

| Artiest        | Album                   | Jaar |
| -------------- | ----------------------- | ---- |
| Dread Zeppelin | Un-Led-Ed               | 1990 |
| Vanilla Fudge  | Out Through the In Door | 2007 |